# Šesta egipčanska dinastija
Šesta dinastija egipčanskih faraonov je za Tretjo, Četrto in Peto dinastijo kot zadnja vladala v Starem egipčanskem kraljestvu.

## Faraoni
Znani faraoni iz Šeste dinastije so predstavljeni v naslednji preglednici. Dolžine in obdobja njihovega vladanja so bolj  domneve kot dejstva, ker so napake lahko večje od deset let. Vladali so približno 164 let. Horova imena in imena kraljic so povzeta po Dodsonu in Hiltonu.
| Slika | Faraon      | Horovo ime         | Vladanje             | Pokop                               | Soproga                                                                             | Komentar |
| ----- | ----------- | ------------------ | -------------------- | ----------------------------------- | ----------------------------------------------------------------------------------- | -------- |
|       | Teti        | Seheteptavi        | 2345–2333 pr. n. št. | Tetijeva piramida v Sakari          | Kentkaus III. Iput I. Huit                                                          |          |
|       | Userkare    |                    | 2333–2331 pr. n. št. |                                     |                                                                                     |          |
|       | Pepi I.     | Nefersahor/Merenre | 2331–2287 pr. n. št. | Piramida Pepija I. v južni Sakari   | Ankhesenpepi I. Ankhesenpepi II. Nubvenet Meritites IV. Inenek-Inti Mehaa Nedžeftet |          |
|       | Merenre I.  | Merenre            | 2287–2278 pr. n. št. | Merenrejeva piramida v južni Sakari | Ankhesenpepi II.                                                                    |          |
|       | Pepi II.    | Neferkare          | 2278–2184 pr. n. št. | Piramida Pepija II. v južni Sakari  | Neith Iput II. Ankhesenpepi III. Ankhesenpepi IV. Udžebten                          |          |
|       | Merenre II. | Merenre            | 2184 pr. n. št.      |                                     |                                                                                     |          |
|       | Netjerkare  |                    | 2184–2181 pr. n. št. |                                     |                                                                                     |          |

Šesto dinastijo številni egiptologi štejejo za zadnjo dinastijo Starega kraljestva, nekateri viri Maneton piše, da so faraoni Šeste dinastije vladali iz Memfisa, ker so bile njihove piramide v Sakari zgrajene blizu druga ob drugi.

### Teti
Dinastijo je ustanovil Teti. Poročen je bil z Iput, ki je bila zelo verjetno hčerka faraona Unasa, zadnjega iz Pete dinastije. Maneto piše, da so Tetija umorili njegovi telesni stražarji, vendar  tega ne potrjuje noben primarni vir.

### Pepi I.
Faraoni Šeste dinastije so organizirali rudarske odprave v Vadi Maghara na Sinaj, kjer so rudarili turkiz in bakrovo rudo, in rudnike v Hatnubu in Vadi Hammamatu. Faraon Džedkare je poslal trgovsko odpravo na jug v Punt in na sever v Biblos v sodobnem Libanonu, Pepi I. pa tudi v Eblo v sodobni Siriji.

### Pepi II.
Pepi II. je bil najbolj opazen član Šeste dinastije. Vladal je 94 let in je bil eden od najdlje vladajočih monarhov v zgodovini.

### Nitikret
Za Nitikret, znano tudi pod njeni grškim imenom Nitokris, so nekateri znanstveniki prepričani, da ni bila samo prva faraonka, ampak tudi prva kraljica na svetu, čaprav trenutno prevladuje mnenje, da je njeno ime napačen prevod imena faraona Netjerkareja.

## Vzpon plemstva
Z naraščajočim številom biografskih napisov v nekraljevih grobnicah  se je začelo širiti tudi naše poznavanje takratne zgodovine.   V teh zapisih je bil na primer podatek o neuspešni zaroti proti Pepiju I., v pismu mladega faraona Pepija II. pa zapis, da se je ena od odprav vrnila iz dežele Jam južno od Nubije v Egipt s plesočim pritlikavcem.
Naraščajoče število napisov hkrati kaže na naraščajočo moč plemstva, ki je še bolj oslabila absolutno oblast  faraona. Domneva se, da je po smrti Pepija II. moč njegovih vazalov postala dovolj trdna, da so se upirali oblasti številnih njegovih naslednikov, kar bi lahko pripomoglo k hitremu propadanju Starega kraljestva.